# Serie A 2024-2025 (calcio a 5)
La Serie A 2024-2025 è stata la 36ª edizione del campionato nazionale di calcio a 5 di primo livello e la 42ª assoluta della categoria. La stagione regolare è iniziata il 18 ottobre 2024 e conclusa il 17 maggio 2025.
Il Meta Catania, battendo in finale playoff il Napoli, ha vinto il suo secondo titolo nazionale.
Retrocesse in seconda divisione il Benevento, il Manfredonia e, al termine dei playout, il Petrarca.

## Regolamento
Al campionato partecipano sedici squadre, che si sfidano in un girone unico con gare di andata e ritorno. Al termine della stagione regolare, le prime otto classificate ottengono la qualificazione alla fase play-off per l'assegnazione del titolo e di un posto in UEFA Futsal Champions League 2025-2026. 
Le squadre giunte in ultima e penultima posizione sono retrocesse in serie A2 Èlite, mentre terzultima e quartultima si sfidano in uno spareggio per guadagnare la permanenza in massima serie.

### Novità
Mantova, Ciampino e Olimpia Verona, retrocesse al termine della stagione sportiva 2023-2024, sono sostituite da Petrarca, Benevento - vincitrici rispettivamente dei gironi A e B della serie A2 Èlite - e Manfredonia, alla sua seconda partecipazione al massimo campionato di calcio a 5.

## Squadre partecipanti
| Club              | Città                | Palazzetto                       | Sponsor tecnico | Sponsor ufficiale                                                            | Stagione 2023-24                                        |
| ----------------- | -------------------- | -------------------------------- | --------------- | ---------------------------------------------------------------------------- | ------------------------------------------------------- |
| Active Network    | Viterbo              | Palazzetto comunale (Orte, VT)   | Makay           | BeActive Active Network Fritz                                                | 13º in Serie A                                          |
| Benevento         | Benevento            | PalaTedeschi                     | Nike            | GG Teamwear Rummo                                                            | 1º in Serie A2 Élite - Girone B                         |
| CAME Treviso      | Treviso              | PalaCicogna (Ponzano Veneto, TV) | Lotto           | Came                                                                         | 10º in Serie A                                          |
| Città di Cosenza  | Cosenza              | PalaFerraro                      | Kappa           | Oktoberfest Calabria Pirossigeno                                             | 12º in Serie A                                          |
| Ecocity Genzano   | Genzano di Roma (RM) | PalaCesaroni                     | Adidas          | Ecocity Pubbli R                                                             | 5º in Serie A - Quarti di finale ai playoff             |
| Feldi Eboli       | Eboli (SA)           | PalaSele                         | Joma            | Sarim Giordano Shop Feldi Travel Line                                        | 6º in Serie A - Quarti di finale ai playoff             |
| Fortitudo Pomezia | Pomezia (RM)         | PalaLavinium                     | Frankie Garage  | Bizzaglia                                                                    | 9º in Serie A                                           |
| Italservice       | Pesaro               | Palasport Nino Pizza             | Joma            | Italservice DecorLeader Tekno Impianti B4Pet                                 | 8º in Serie A - Semifinale ai playoff                   |
| L84               | Volpiano (TO)        | Palestra Maggiore (Leini, TO)    | Kappa           | Coesa Energy Rinaldi Eurocar Italia                                          | 2º in Serie A - Semifinale ai playoff                   |
| Manfredonia       | Manfredonia (FG)     | PalaScaloria                     | Adidas          | Vitulano Drugstore GG Team Wear                                              | 2º in Serie A2 Élite - Girone B, Vincitrice dei playoff |
| Meta Catania      | Catania              | PalaCatania                      | Joma            | Bricocity Bacco Decò Tonello Energie                                         | 4º in Serie A - Campione d'Italia                       |
| Napoli            | Napoli               | PalaJacazzi (Aversa, CE)         | Nike            | Frontiers Records Don Peppe GG Teamwear MoMap                                | 3º in Serie A - Finale ai playoff                       |
| Roma 1927         | Roma                 | PalaOlgiata                      | Adidas          | SiderFerro Station Service Figura 11                                         | 1º in Serie A - Quarti di finale ai playoff             |
| Petrarca          | Padova               | Palestra Gozzano                 | FrankieGarage   | Barzon&Dainese Impianti 3B Impianti Cialde e Capsule Ciampelli Autotrasporti | 1º in Serie A2 Élite - Girone A                         |
| Sala Consilina    | Sala Consilina (SA)  | Palasport (San Rufo, SA)         | Zeus            | Distribuzione Ferramenta Lamura Detta - Cava e betonaggio                    | 11º in Serie A                                          |
| Sandro Abate      | Avellino             | Palasport Giacomo Del Mauro      | Magma Sport     | Centro Commerciale Mercogliano Industrie Metallurgiche Irpinia Alempower     | 11º in Serie A - Quarti di finale ai playoff            |

## Stagione regolare

### Classifica
|  | Pos. | Squadra           | Pt | G  | V  | N  | P  | GF  | GS  | DR  |
|  | ---- | ----------------- | -- | -- | -- | -- | -- | --- | --- | --- |
|  | 1.   | Meta Catania      | 68 | 30 | 21 | 5  | 4  | 122 | 60  | 62  |
|  | 2.   | Feldi Eboli       | 67 | 30 | 20 | 7  | 3  | 103 | 61  | 42  |
|  | 3.   | Napoli            | 60 | 30 | 17 | 9  | 4  | 103 | 63  | 40  |
|  | 4.   | Roma 1927         | 57 | 30 | 18 | 3  | 9  | 105 | 86  | 19  |
|  | 5.   | Ecocity Genzano   | 53 | 30 | 16 | 5  | 9  | 88  | 71  | 17  |
|  | 6.   | Fortitudo Pomezia | 48 | 30 | 13 | 12 | 5  | 97  | 74  | 23  |
|  | 7.   | L84               | 48 | 30 | 14 | 6  | 10 | 106 | 94  | 12  |
|  | 8.   | Sandro Abate      | 39 | 30 | 12 | 3  | 15 | 88  | 110 | -22 |
|  | 9.   | Sala Consilina    | 38 | 30 | 11 | 5  | 14 | 85  | 88  | -3  |
|  | 10.  | Active Network    | 36 | 30 | 10 | 6  | 14 | 79  | 78  | 1   |
|  | 11.  | Italservice       | 33 | 30 | 10 | 3  | 17 | 92  | 118 | -26 |
|  | 12.  | CAME Treviso      | 33 | 30 | 8  | 9  | 13 | 79  | 95  | -16 |
|  | 13.  | Città di Cosenza  | 30 | 30 | 8  | 6  | 16 | 82  | 109 | -27 |
|  | 14.  | Petrarca          | 25 | 30 | 7  | 4  | 19 | 79  | 100 | -21 |
|  | 15.  | Manfredonia       | 24 | 30 | 7  | 3  | 20 | 87  | 130 | -43 |
|  | 16.  | Benevento         | 13 | 30 | 3  | 4  | 23 | 67  | 125 | -58 |

### Statistiche

#### Capoliste solitarie
|    | —— | —— | —— | ——      | ——      | ——    | ——    | ——    | ——    | ——    | ——    | ——    | ——    | ——  | ——  | ——  | ——  | ——     | ——     | ——    | ——     | ——      | ——      | ——      | ——      | ——      | ——      | ——      | ——      | —— |  |
|    |    |    |    | Genzano | Genzano | Eboli | Eboli | Eboli | Eboli | Eboli | Eboli | Eboli | Eboli |     |     |     |     | Napoli | Napoli | Eboli | Napoli | Catania | Catania | Catania | Catania | Catania | Catania | Catania | Catania |    |  |
|    |    |    |    |         |         |       |       |       |       |       |       |       |       |     |     |     |     |        |        |       |        |         |         |         |         |         |         |         |         |    |  |
|    |    |    |    |         |         |       |       |       |       |       |       |       |       |     |     |     |     |        |        |       |        |         |         |         |         |         |         |         |         |    |  |
| 1ª | 2ª | 3ª | 4ª | 5ª      | 6ª      | 7ª    | 8ª    | 9ª    | 10ª   | 11ª   | 12ª   | 13ª   | 14ª   | 15ª | 16ª | 17ª | 18ª | 19ª    | 20ª    | 21ª   | 22ª    | 23ª     | 24ª     | 25ª     | 26ª     | 27ª     | 28ª     | 29ª     | 30ª     |    |  |

#### Classifica marcatori
| Gol |  |  | Giocatore                | Squadra           |
| --- |  |  | ------------------------ | ----------------- |
| 31  |  |  | Rodolfo Fortino          | Roma 1927         |
| 28  |  |  | Matheus Barichello       | Italservice       |
| 25  |  |  | Gui                      | Sandro Abate      |
| 24  |  |  | Mauro Canal              | Manfredonia       |
| 23  |  |  | Julio Miotti De Oliveira | Ecocity Genzano   |
| 23  |  |  | Cabeça                   | Città di Cosenza  |
| 22  |  |  | Attilio Arillo           | Sala Consilina    |
| 21  |  |  | Maximiliano Rescia       | L84               |
| 20  |  |  | Paolo Cesaroni           | Roma 1927         |
| 19  |  |  | Cristian Borruto         | Napoli            |
| 19  |  |  | Turmena                  | Meta Catania      |
| 18  |  |  | Arlan Pablo Vieira       | CAME Treviso      |
| 17  |  |  | Dimas                    | Roma 1927         |
| 17  |  |  | Jeferson Fernando Titon  | Benevento         |
| 17  |  |  | Ludgero Lopes            | Fortitudo Pomezia |

## Play-off

### Regolamento
Il titolo di campione d'Italia è assegnato al termine dei playoff, a cui partecipano le prime otto classificate della regular season.
Tutti i turni sono svolti al meglio delle due gare, la prima in casa della miglior classificata al termine della stagione regolare, la seconda tra le mura amiche dell'avversaria.

Il regolamento dei primi due turni prevede che, in caso doppio pareggio, si qualifica la squadra con la posizione migliore in stagione.

### Tabellone
|  | Quarti di finale | Quarti di finale  | Quarti di finale  | Quarti di finale | Quarti di finale |  |  | Semifinali | Semifinali      | Semifinali      | Semifinali   | Semifinali   |   |   | Finale | Finale | Finale | Finale | Finale |  |
|  |                  |                   |                   |                  |                  |  |  |            |                 |                 |              |              |   |   |        |        |        |        |        |  |
|  | 7                | L84               | L84               | 3                | 2                |  |  |            |                 |                 |              |              |   |   |        |        |        |        |        |  |
|  | 2                | Feldi Eboli       | Feldi Eboli       | 4                | 7                |  |  | 3          | Napoli          | Napoli          | 3            | 4            |   |   |        |        |        |        |        |  |
|  | 6                | Fortitudo Pomezia | Fortitudo Pomezia | 0                | 1                |  |  | 2          | Feldi Eboli     | Feldi Eboli     | 1            | 3            |   |   |        |        |        |        |        |  |
|  | 3                | Napoli            | Napoli            | 1                | 4                |  |  |            |                 |                 |              |              |   |   | 3      | Napoli | Napoli | 0      | 2      |  |
|  | 8                | Sandro Abate      | Sandro Abate      | 2                | 0                |  |  |            |                 | 1               | Meta Catania | Meta Catania | 2 | 3 |        |        |        |        |        |  |
|  | 1                | Meta Catania      | Meta Catania      | 1                | 9                |  |  | 5          | Ecocity Genzano | Ecocity Genzano | 2            | 0            |   |   |        |        |        |        |        |  |
|  | 5                | Ecocity Genzano   | Ecocity Genzano   | 7                | 2                |  |  | 1          | Meta Catania    | Meta Catania    | 1            | 2            |   |   |        |        |        |        |        |  |
|  | 4                | Roma 1927         | Roma 1927         | 6                | 3                |  |  |            |                 |                 |              |              |   |   |        |        |        |        |        |  |

## Play-out

### Regolamento
Le squadre che hanno concluso il campionato al quartultimo e al terzultimo posto si affrontano in un doppio spareggio (andata e ritorno) per determinare la terza squadra che retrocede in Serie A2 Élite. Nel caso di doppio pareggio, gli arbitri della gara di ritorno danno avvio a due tempi supplementari di 5 minuti ciascuno. Qualora anche al termine di questi le squadre fossero ancora in parità, sarebbe considerata vincente la squadra in miglior posizione di classifica al termine della stagione regolare. Il play-out non sarebbe disputato qualora tra le due squadre fosse presente un distacco in classifica maggiore o uguale a 8 punti: in tal caso sarebbe retrocessa direttamente la squadra quartultima classificata.

### Risultati

#### Andata
| Arbitri: | Dario Pezzuto (Lecce) Andrea Saggese (Rovereto) |
| Crono:   | Giacomo Voltarel (Treviso)                      |

|                                        |           |              |
| Molaro 5'’ Lucacel 15'’ Giampaolo 30'’ | Marcatori | 36'’ Trentin |

#### Ritorno
| Arbitri: | Chiara Perona (Biella) Simone Zanfino (Agropoli) |
| Crono:   | Salvatore Freccia (Catanzaro)                    |

|                                                                                      |           |                                             |
| Felipinho 16'’ Trentin 22'’ Adornato 27'’ Marchio 35'’ Gomes Pessoa 37'’ Cabeça 39'’ | Marcatori | 7'’ Gargantini 35'’ Parrel 38'’ Mello Rossi |

## Supercoppa italiana
La ventiseiesima edizione della Supercoppa Italiana si è disputata il 4 e 5 gennaio 2025. È stata la seconda edizione a quattro partecipanti: i campioni d'Italia del Meta Catania, i vincitori della Coppa della Divisione del Lecco, i vincitori della Coppa Italia del Napoli e i finalisti della Roma 1927.
|  | Semifinali   | Semifinali   | Semifinali |        |              | Finale       | Finale | Finale |  |
|  |              |              |            |        |              |              |        |        |  |
|  | Napoli       | Napoli       | 3          |        |              |              |        |        |  |
|  | Napoli       | Napoli       | 3          |        |              |              |        |        |  |
|  | Roma 1927    | Roma 1927    | 1          |        |              |              |        |        |  |
|  | Roma 1927    | Roma 1927    | 1          |        | Meta Catania | Meta Catania | 8      |        |  |
|  |              |              |            |        | Meta Catania | Meta Catania | 8      |        |  |
|  |              |              | Napoli     | Napoli | 2            |              |        |        |  |
|  | Meta Catania | Meta Catania | Napoli     | Napoli | 2            | 7            |        |        |  |
|  | Meta Catania | Meta Catania |            |        |              |              |        |        |  |
|  | Lecco        | Lecco        | 1          |        |              |              |        |        |  |